# Matteo Bianchi
Matteo Bianchi, född 21 oktober 2001, är en italiensk tävlingscyklist som tävlar i bancykling.

## Karriär
Vid EM 2025 i Heusden-Zolder tog Bianchi guld i 1000 meter tidslopp.